# Карри, Джудит
Джудит А. Карри (англ. Judith A. Curry; род. 1953, США) — американский климатолог и бывшая руководительница Школы Земли и атмосферных наук в Технологическом институте Джорджии. Среди её научных интересов: тропические циклоны, дистанционное зондирование Земли, атмосферное моделирование, полярный климат, взаимодействие между океаном и атмосферой, а также использование беспилотных летательных аппаратов для исследования атмосферы. Является членом Комитета по исследованию климата в Национальном исследовательском совете.
Является соавтором «Термодинамики атмосфер и океанов» (1999) (англ. Thermodynamics of Atmospheres and Oceans) и соредактором «Энциклопедии атмосферных наук» (2002) (англ. Encyclopedia of Atmospheric Sciences), а также более 140 научных работ. Среди её наград Henry G. Houghton Research Award от Американского метеорологического общества, которую она получила в 1992 году.
Что касается изменения климата, то Карри считает, что при прогнозировании будущих климатических сценариев отчеты МГЭИК обычно пренебрегают тем, что она называет «монстром неопределенности». Карри также ведёт научно-популярный блог, в котором пишет на темы, связанные с наукой о климате, а также о взаимодействии науки и политики.

## Образование
1974 года Карри окончила Университет Северного Иллинойса, получив степень бакалавра наук по географии cum laude. 1982 года в Чикагском университете получила степень доктора философии в области науки о Земле.

## Карьера
Профессор и бывшая руководительница Школы Земли и атмосферных наук в Технологическом институте Джорджии, которую она возглавляла с 2002 по 2013 год. Входит в состав Подкомитета по наукам о Земле Консультативного совета НАСА, чья миссия заключается в предоставлении консультаций и рекомендаций для НАСА относительно приоритетных программ и политик. Она является новым членом рабочей группы по климату НУОАД и бывшим членом Совета по космическим исследованиям и Рабочей группы по вопросам климата в национальной АН.
Бывший профессор атмосферных и океанических наук в Колорадского университета в Боулдере, находилась на должности преподавателя в Университете штата Пенсильвания, Университете Пердью, а также Университете Висконсин-Мэдисон. Активно участвовала в исследовании возможной связи между интенсивностью тропических циклонов и глобальным потеплением. Её исследовательская группа также провела исследование, которое связывает размер ураганов с суммарным ущербом. Это исследование показало, что, среди прочего, размер ураганов является важным фактором в определении количества последствий порожденных системой торнадо.
Соавтор «Термодинамики атмосфер и океанов» (1999) (англ. Thermodynamics of Atmospheres and Oceans) и соредактор «Энциклопедии атмосферных наук» (2002) (англ. Encyclopedia of Atmospheric Sciences). Опубликовала более 130 научных работ peer reviewed. Среди её наград Henry G. Houghton Research Award 1992 года Американского метеорологического общества.

### Изменение климата
Хотя Джудит Карри и поддерживает научное мнение относительно изменения климата, но утверждает, что климатологи должны воспринимать дружелюбнее тех, кто скептически относится к научному консенсусу в отношении изменения климата. Карри заявила, что её беспокоит то, что она называет «племенным характером» части научного климатического сообщества, и что она видит попытки стать на пути свободного распространения данных и их анализа для проведения независимой оценки.
2013 года Карри свидетельствовала перед подкомитетом по окружающей среды Палаты представителей, остановившись на многих значимых неопределенностях в прогнозировании будущего климата.
В октябре 2014 года написала публицистическую работу для The Wall Street Journal, в которой утверждала, что антропогенное потепление в конце 21-го века должно быть меньше, чем уровень «опасности» 2 °C, за исключением самого экстремального сценария выбросов МГЭИК, тогда как сама МГЭИК сделала суровый прогноз потепления на 2 °C до 2040 года.